# Jacques-Henri Bernardin de Saint-Pierre
 (avril 2010).
Pour les articles homonymes, voir Bernardin.
Jacques-Henri Bernardin de Saint-Pierre est un écrivain et botaniste français, né le 19 janvier 1737 au Havre de Nicolas Saint-Pierre et Catherine Godebout et mort le 21 janvier 1814 à Éragny.

## Biographie

### Années de formation
Montrant dès l’enfance un esprit à la fois rêveur et aventurier, goûtant les charmes de la nature, désireux de l’inconnu, Bernardin de Saint-Pierre est d'un caractère inquiet, irritable, facilement rebuté par les difficultés et les devoirs. Après avoir appris chez un curé, à Caen, les éléments des langues anciennes, il lit avidement Robinson Crusoé, à 11 ans, que lui a donné sa marraine Bernardine de Bayard qui prétendait avoir comme ancêtre le chevalier Bayard, et demande à voyager sur la mer. L'un de ses oncles, capitaine de navire, qui va en Martinique, le prend à son bord alors qu'il n'a que 12 ans. Mais les fatigues de la navigation et le service des manœuvres auquel il est astreint le dégoûtent de la vie maritime. Revenu au Havre, il est placé au collège des Jésuites de Caen et y étudie les sciences sous la direction de l'abbé de La Caille. Il s’y exalte à la pensée d’aller au loin convertir les peuples barbares. Son père tempère cet enthousiasme en le renvoyant faire sa philosophie au collège de Rouen. Il entre ensuite à l’École nationale des ponts et chaussées, en sort ingénieur et passe dans le corps de jeunes ingénieurs que le ministre de la guerre a établi à Versailles.

### Voyages
Envoyé en cette qualité à l’armée, à Düsseldorf, sa susceptibilité et son insubordination le font destituer. Il retourne au Havre, où son père s’est remarié. Ne pouvant s’accorder avec sa belle-mère, il vient à Paris en 1760, presque sans ressources. L’année suivante, il obtient d'être envoyé comme ingénieur à l’île de Malte, que menacent les Ottomans. Mais, la guerre n’ayant pas lieu, il rentre à Paris avec l’intention d’enseigner les mathématiques.
Ne trouvant pas d’élèves et pour échapper à la misère, il propose au ministre de la Marine d’aller lever le plan des côtes d’Angleterre, proposition qui reste sans réponse. Il résout alors de tenter la fortune à l’étranger. Ayant emprunté quelque argent, il part pour la Hollande, et de là se rend à Saint-Pétersbourg, plein d’espoir dans la bienveillance connue de l’impératrice Catherine pour les Français. Pourvu d’une sous-lieutenance dans le corps du génie, il ne parvient pas à faire agréer au gouvernement le projet d’une compagnie pour la découverte d’un passage aux Indes par la Russie. Passé en Pologne pour soutenir la cause de Charles Radziwiłł contre Poniatowski, il rencontre à Varsovie la belle princesse Marie-Caroline Radziwiłł, née Lubomirska, connue sous le nom de « Miesnik » (du polonais « Miecznik », ce qui fut le nom de la charge occupée par son ex-mari Charles-Stanislas Radziwiłł au temps de leur mariage). Il conçoit pour elle une passion, dont les « fureurs » le font congédier au bout de quelques mois. Parti pour Dresde avec l’intention de se mettre au service de la Saxe, il se rend à Berlin, où il ne peut se fixer à la suite d'une aventure galante, et rentre en France en novembre 1766.
Sans ressources, criblé de dettes et partout éconduit, Bernardin est alors sur le point d’échanger sa vie aventureuse contre celle d’écrivain. Il se retire à Ville-d'Avray, y loue une chambre chez le curé. Il y met en ordre ses observations et ses souvenirs de voyage, et rédige des Mémoires sur la Hollande, la Russie, la Pologne, la Saxe et la Prusse. Il tourne son esprit systématique vers des spéculations hasardeuses. « J’ai recueilli, écrit-il, sur le mouvement de la terre des observations, et j’en ai formé un système si hardi, si neuf et si spécieux, que je n’ose le communiquer à personne… Je m’accroche à tout, et laisse flotter çà et là des fils, comme l’araignée, jusqu’à ce que je puisse ourdir ma toile. » 
Ces projets littéraires encore retardés, il sollicite et obtient un brevet de capitaine-ingénieur pour l’Île de France (l'actuelle Île Maurice) grâce à la protection du baron de Breteuil et part en 1768. Sur place, il s'étonne de trouver, au lieu d'une île paradisiaque et sauvage, un endroit en proie à une féroce spéculation foncière et agricole, déjà largement déforesté : il lui faudra convaincre le gouverneur de l'île que les forêts primaires et une gestion raisonnée du développement agricole sont nécessaires au climat et à la conservation des sols si riches de l'île, et que celle-ci ne pourra durablement se développer qu'à condition qu'on y respecte l'environnement. Ce faisant, il fonde l'un des premiers programmes de conservation de la nature (on parlerait aujourd'hui de services écosystémiques). Il essaie vainement de séduire Françoise Robin, la toute jeune femme de Pierre Poivre, le premier intendant des îles de France et de Bourbon.
Bernardin demeure trois ans aux Mascareignes, et rapporte ces voyages dans un gros ouvrage publié à son retour en 1773 : Voyage à l’Île de France, à l’île Bourbon et au cap de Bonne-Espérance par un officier du roi (Amsterdam et Paris, 1773, 2 vol. in-8o).

### Débuts littéraires
Revenu à Paris en juin 1771, il se met à fréquenter la Société des gens de lettres. D’Alembert le présente dans le salon de Julie de Lespinasse, mais il y réussit mal et se trouve en général déplacé dans le monde des encyclopédistes. Grâce à d’intimes analogies, Il se lie plus étroitement avec Jean-Jacques Rousseau, avec lequel il va se promener à la campagne, où ils s’entretiennent longuement ensemble sur la nature et l’âme humaine. Bernardin cherche à adoucir la noire mélancolie du philosophe, et en est atteint lui-même. Dans le préambule de l’Arcadie, il se peint cherchant la solitude : « À la vue de quelque promeneur dans mon voisinage, je me sentais tout agité, je m’éloignais… En vain j’appelais la raison à mon secours, ma raison ne pouvait rien contre un mal qui lui volait ses propres forces. »
En 1773, un projet de mariage avec Louise-Félicité de Keralio ne voit pas le jour en raison de son échec à obtenir un poste à l'École royale militaire. La même année, il publie son Voyage à l’Île de France, à l’Île Bourbon, au cap de Bonne-Espérance, par un officier du roi, récit sous forme de lettres à un ami, où transparaissent déjà les principales lignes de son talent. Mais il lui vaut l'inimitié de la cour, parce qu'il donne des détails aussi exacts qu'indiscrets sur les désordres de la colonie et sur la lamentable situation des noirs. Il prépare ensuite la publication de ses Études de la nature. Il passe tout l’hiver de 1783 à 1784 à recopier cet ouvrage, à y ajouter, à y retrancher. « L’ours, disait-il, ne lèche pas son petit avec plus de soin. Je crains, à la fin, d’enlever le museau au mien à force de le lécher ; je n’y veux plus toucher davantage. »
Bernardin de Saint-Pierre est certainement celui qui a exprimé de la manière la plus simple la théorie du finalisme anthropocentrique à l'œuvre dans la nature :
« Il n’y a pas moins de convenance dans les formes et les grosseurs des fruits. Il y en a beaucoup qui sont taillés pour la bouche de l'homme, comme les cerises et les prunes ; d’autres pour sa main, comme les poires et les pommes ; d’autres beaucoup plus gros comme les melons, sont divisés par côtes et semblent destinés à être mangés en famille : il y en a même aux Indes, comme le jacq, et chez nous, la citrouille qu’on pourrait partager avec ses voisins. La nature paraît avoir suivi les mêmes proportions dans les diverses grosseurs des fruits destinés à nourrir l'homme, que dans la grandeur des feuilles qui devaient lui donner de l’ombre dans les pays chauds ; car elle y en a taillé pour abriter une seule personne, une famille entière, et tous les habitants du même hameau. » (Études de la nature, ch. XI, sec. Harmonies végétales des plantes avec l'homme, 1784).
Après la publication des Études ( Didot, 3 vol., 1784), l’auteur, inconnu, rebuté et indigent la veille, passe en quelques jours à l’état de grand homme et de favori de l’opinion. Tout ce qui sort de sa plume est assuré du succès. Les pages de Paul et Virginie (1788) ne rencontrent pas, à leurs débuts, l’accueil espéré, et sans l’intervention du peintre Vernet, il les aurait certainement détruites. Il demeure à cette époque au n° 21 du Quai des Grands-Augustins.

### Dénonciation de l'esclavage
Quand Bernardin de Saint-Pierre naît au Havre en 1737, la ville est alors l'un des principaux ports négriers français. 

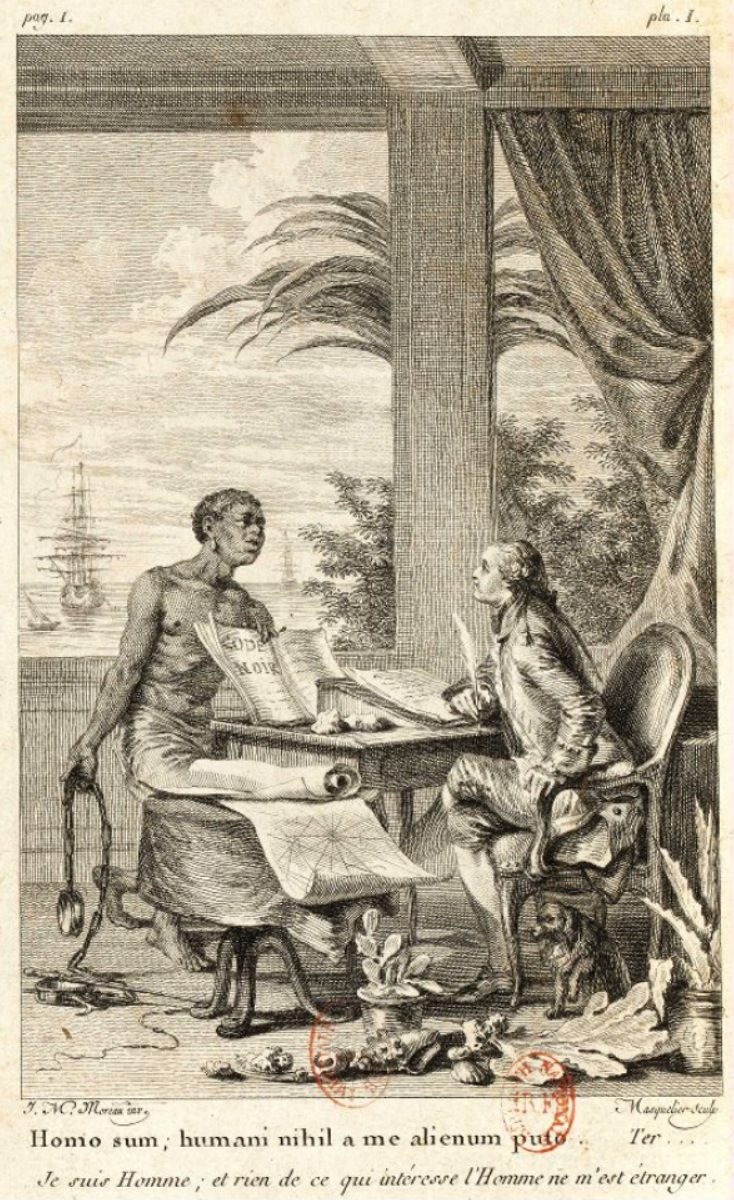
Bernardin de Saint-Pierre - Voyage à l'Isle de France (Île Maurice), 1773.

Après avoir demeuré trois ans aux Mascareignes, il publie, en 1773, à l’apogée de la traite française, son Voyage à l’Île-de-France, à l’Île Bourbon, au cap de Bonne-Espérance, par un officier du roi. Dans La Lettre XII, il expose un virulent réquisitoire contre l’esclavage et le colonialisme, en fustigeant, sans les nommer, ses contemporains philosophes : Montesquieu, Voltaire, Rousseau :
« Je suis fâché que des philosophes qui combattent les abus avec tant de courage n’aient guère parlé de l’esclavage des noirs que pour en plaisanter. Ils se détournent au loin ; ils parlent de la Saint-Barthélemy, du massacre des Mexicains par les Espagnols, comme si ce crime n’était pas celui de nos jours, et auquel la moitié de l’Europe prend part. Y a-t-il plus de mal à tuer d’un coup des gens qui n’ont pas nos opinions, qu’à faire le tourment d’une nation à qui nous devons nos délices ? Ces belles couleurs de rose et de feu dont s’habillent nos dames ; le coton dont elles ouatent leurs jupes ; le sucre, le café, le chocolat de leurs déjeuners, le rouge dont elles relèvent leur blancheur : la main des malheureux noirs a préparé tout cela pour elles. Femmes sensibles, vous pleurez aux tragédies, et ce qui sert à vos plaisirs est mouillé de pleurs et teint du sang des hommes. »
En 1775 il rédige Empsael et Zoraïde, une pièce de théâtre où il choisit d’inverser la situation qui prévalait à son époque : les Africains sont les maîtres et les Européens les esclaves. Elle ne sera jamais jouée, et ne sera publiée qu'en 1904.
Enfin, son roman Paul et Virginie, publié en 1788, s’oppose frontalement et sans ambiguïté à l’esclavage et au racisme, au nom de la fraternité entre tous les hommes.

### La Révolution
En 1792, à l’âge de cinquante-cinq ans, il épouse Félicité Didot, qui n’en a que vingt-deux. La même année, il est nommé intendant du Jardin du Roi en remplacement du marquis de La Billarderie, et il rédige un projet d'extension par une ménagerie, ; mais à l'initiative de Lakanal, la Convention vote en juin 1793 la dissolution des Jardins du Roi, et leur conversion en Muséum d’histoire naturelle. Le poste d'intendant est supprimé et remplacé par un directeur assisté de 12 professeurs : le poste de directeur est confié à Daubenton. Appelé, vers la fin de 1794, à professer la morale à l’École normale de l’an III, instituée par la Convention, Saint-Pierre ne paraît que deux ou trois fois dans sa chaire et, malgré les applaudissements, reconnaît qu’il n’a pas le talent de la parole. En 1795, il est nommé membre de l’Institut de France, dans la classe de morale (l'actuelle Académie des sciences morales et politiques). Il y côtoie le précurseur du romantisme, Louis-Sébastien Mercier, et a souvent des discussions vives et pleines d’aigreur avec ceux de ses collègues qu’il appelle les athées, Naigeon, Volney, Morellet, Cabanis. Il soutient à partir de 1797 le culte révolutionnaire de la théophilanthropie, qui vise à renforcer la République en remplaçant le catholicisme par une autre religion. Lauréat de l’Académie de Besançon, il est élu à l’Académie française en 1803.
Ayant perdu sa première femme, il épouse en 1800 une des filles du libelliste Anne-Gédéon de La Fitte de Pelleport, Désirée. Cette jeune et jolie personne calme ses dernières années avant sa mort, dans le village d’Éragny, sur les bords de l’Oise. De son premier mariage, il a deux enfants : Paul, et Virginie, mariée au général Marie Joseph Gazan. Sa veuve se remarie à son ami l'écrivain Louis-Aimé Martin. De son second mariage il a un fils : Bernardin, mort à l'âge de trois ans.

## L’écrivain
On remarque chez Bernardin de Saint-Pierre une différence profonde entre l’écrivain et l’homme. Celui-ci est irascible, morose et tracassier ; celui-là est doux, calme et tendre. De la jeunesse à la fin de sa vie, l’écrivain rêve d'une sorte de république idéale, dont tous les habitants seraient unis par une mutuelle bienveillance, alors que les moindres froissements de la vie irritaient la nerveuse susceptibilité de l’homme. Nul être n’est moins propre à réaliser le monde d’ordre et d’harmonie, cette espèce d’Éden ou d’âge d’or, que l’écrivain s’obstine à imposer à la nature. À la fin et en désespoir de cause, Bernardin renonce à la poursuite de ses projets lointains et, au lieu de vouloir réaliser les choses, il s’avise de les décrire. « L’utopiste à bout de voie, dit Sainte-Beuve, saisit la plume et devint un peintre. Ces harmonies qu’il ne pouvait réaliser sur la terre, dans l’ordre politique et civil, il les demanda à l’étude de la nature, et il raconta avec consolation et délices ce qu’il en entrevoyait : « Toutes mes idées ne sont que des ombres de la nature, recueillies par une autre ombre. » Mais à ces ombres son pinceau mêlait la suavité et la lumière ; c’est assez pour sa gloire. »

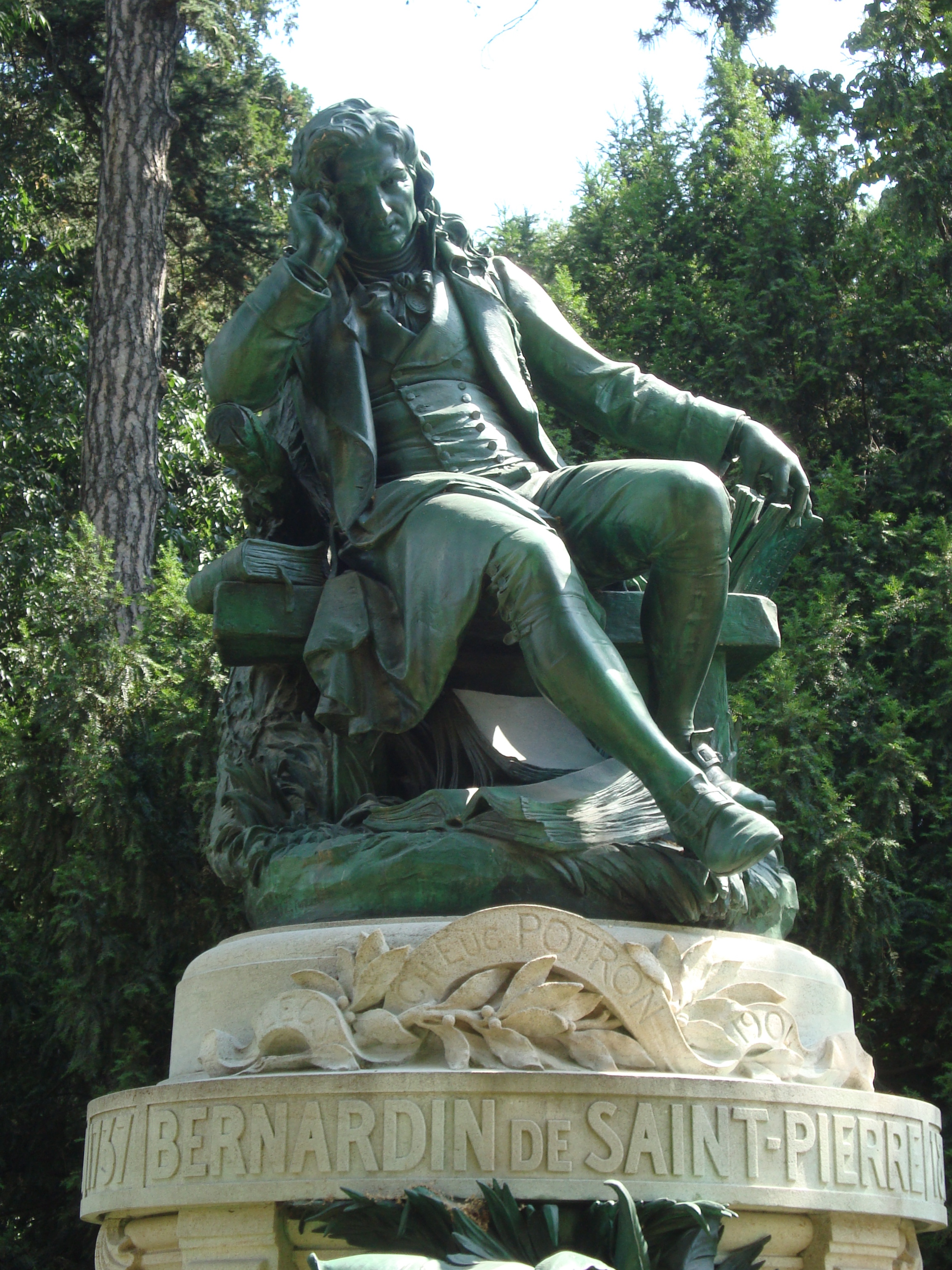
Statue au jardin des plantes de Paris par Louis Holweck.

Dans l’Arcadie (Angers, 1781, in-18), une sorte de poème en prose, Bernardin décrit la république idéale dont il rêve. Dans les Études de la nature (Paris, 1784, 3 vol. in-12), il a, suivant ses propres paroles, d’abord l’idée d’écrire une histoire générale de la nature. Mais renonçant à un plan trop vaste, il se borne à en rassembler quelques portions. La première partie est dirigée contre les athées, dont il fait des partisans du désordre et du hasard. Il leur oppose l’ordre et l’harmonie de la nature, où il trouve d’admirables thèmes pour son talent. Vers la dixième étude, il commence plus directement l’exposition de ses vues et des harmonies telles qu’il les conçoit : le jeu des contrastes, des consonances et des reflets en toutes choses. La dernière partie de l’ouvrage est surtout relative à la société, à ses maux et aux remèdes qu’on y peut apporter. Le mérite et l’originalité de l’auteur est d’y substituer, d’un bout à l’autre, le sentiment, l’éloquence, le charme des tableaux à la science.
Le talent de peintre de la nature de Bernardin est le plus apparent dans son Paul et Virginie (Paris, 1788, in-12). Chef-d’œuvre de Bernardin, « dont on aurait peine à trouver le pendant dans une autre littérature », il présente, sur fond d’un paysage neuf et grand, deux gracieuses créations de figures adolescentes, et peint la passion humaine dans toute sa fleur et dans toute sa flamme. « Presque tout, en a dit Sainte-Beuve, est parfait, simple, décent et touchant, modéré et enchanteur. Les images se fondent dans le récit et en couronnent discrètement chaque portion, sans se dresser avec effort et sans vouloir se faire admirer... Ce qui distingue à jamais cette pastorale gracieuse, c’est qu’elle est vraie, d’une réalité humaine et sensible. Aux grâces et aux jeux de l’enfance ne succède point une adolescence idéale et fabuleuse. Nous sommes dans la passion, et ce charmant petit livre que Fontanes mettait un peu trop banalement entre Télémaque et la Mort d’Abel, je le classerai, moi, entre Daphnis et Chloé et cet immortel quatrième livre en l’honneur de Didon. Un génie tout virgilien y respire. » Le manuscrit de Paul et Virginie, lu dans le salon de Suzanne Necker, devant Buffon, Thomas, etc., n’a aucun succès, mais à peine imprimé, il est apprécié à sa juste valeur. Bernardin est, avec moins de passion et plus d’esprit, aussi parfait dans La Chaumière indienne (Paris, 1790, in-8o), qui, dans sa grâce et sa fraîcheur, est un paradoxe, une attaque contre la science. Les tableaux offerts par les Harmonies de la nature (Paris, 1796, 3 vol. in-8o) portent les traces de toutes les exagérations de la manière de leur auteur, qui ont fait dire à Joubert : « II y a dans le style de Bernardin de Saint-Pierre un prisme qui lasse les yeux. Quand on l’a lu longtemps, on est charmé de voir la verdure et les arbres moins colorés dans la campagne qu’ils ne le sont dans ses écrits. Ses Harmonies nous font aimer les dissonances qu’il bannissait du monde et qu’on y trouve à chaque pas. »
Les autres écrits de Bernardin de Saint-Pierre sont : Vœux d’un solitaire (Paris, 1789, in-12), qui tendent à concilier les principes nouveaux avec les idées anciennes ; Mémoire sur la nécessité de joindre une ménagerie au Jardin national des plantes (Ibid., 1792, in-12) ; De la Nature de la morale (1798, in-12) ; Voyage en Silésie (1807, in-12) ; la Mort de Socrate, drame, précédé d’un Essai sur les journaux (1808, in-18) ; le café de Surate, conte satirique ; Essai sur J.-J. Rousseau et récits de voyage.
Ses Œuvres complètes sont d’abord publiées par Aimé Martin (Paris, 1813-20, 12 vol. in-8o), une édition plusieurs fois reproduite sous divers formats. Le même éditeur a publié aussi la Correspondance de Bernardin de Saint-Pierre (1826, 4 vol. in-8o), ses Œuvres posthumes (1833-1836, 2 vol. in-8o), et ses Romans, contes, opuscules (1831, 2 vol. in-18).

## Œuvres
- Voyage à l’Île de France, à l’île Bourbon et au cap de Bonne-Espérance, par un officier du roi (Merlin, Amsterdam et Paris, 1773, 2 vol. in-8o) lire en ligne sur Gallica
- L’Arcadie (1781)
- Études de la nature (3 vol.) (1784)
- Paul et Virginie (1788)
- La Chaumière indienne (1790)
- Le Café de Surate (1790)
- Les Vœux d’un solitaire (1789), pour servir de suite aux Études de la Nature, Paris, Imprimerie de Monsieur, 1790, in-12, 1.vol.XXXIV-248.pp.
- Etudes de la nature. L'imprimerie de Monsieur, 1791. Disponible en ligne sur LillOnum : Tome 1; Tome 2; Tome 3 ; Tome 4 ; Tome 5 (1792)
- De la nature de la morale (1798)
- Voyage en Silésie (1807) lire en ligne sur Gallica
- La Mort de Socrate (1808)
- Harmonies de la nature (3 vol.) (1815)
  - contenant Empsael et Zoraïde, pièce de théâtre publiée de nouveau par Maurice Souriau aux éditions Louis Jouan, Caen, 1905[10].
- Bernardin de Saint-Pierre - Voyage de Normandie (1775), texte établi, présenté et annoté par Gérard Pouchain, Presses universitaires de Rouen et du Havre, mars 2015.